# Lista de publicações de Tom Strong
Essa lista traz uma relação das revistas com o personagem Tom Strong, além de informações adicionais.

## Revistas 1-7
(Revistas incluidas na coletânea Tom Strong: Book One.)
Tom Strong #1 - How Tom Strong Got Started (7 de abril de 1999)

escrita por Alan Moore 
 arte de Chris Sprouse e Alan Gordon 
 cores: Tad Ehrlich 

Timmy Turbo recebe itens do clube juvenil chamado "Strongmen of America", do qual ele é membro, um dos quais é a revista com a história sobre a origem de Tom Strong, de como ele cresceu na ilha de Attabar Teru. Enquanto Tim lê a história, ele não percebe que Tom Strong aparece em pessoa no teleférico em que viajava, lutando contra o "Blimp Bandit"(traduzidos no Brasil para Bandidos-Balões).
Tom Strong #2 - Return of the Modular Man ou A ameaça do Homem-Modular (12 de maio de 1999) 

escrita por Alan Moore 
 arte de Chris Sprouse e Alan Gordon 
 cores: Tad Ehrlich 

O Homem-Modular, um ser mecânico-molecular megalomaníaco destruido por Tom em 1987, retorna à Millennium City após dois nerds baixarem instruções de montagem da internet e acidentalmente o reativarem.
Tom Strong #3 - Aztech Nights ou Noites Astecas da Morte (8 de julho de 1999)

escrita por Alan Moore 
 arte de Chris Sprouse e Alan Gordon 
 cores: Tad Ehrlich 

Quando uma misteriosa construção Asteca se materializa em Millennium Park, Tom descobre que a mesma pertence a uma brutal e futurista espécie vinda de uma Terra Paralela, que segue um programa de computador modelado à imagem de Quetzalcoatl.
Tom Strong #4 - Swastika Girls! ou O Ataque das Swastika Girls (1 de setembro de 1999) 

escrita por Alan Moore 
 arte de Chris Sprouse e Art Adams (conto) 
 cores: Tad Ehrlich 

Ingrid Weiss e suas nazistas atacam o lar de Tom Strong, The Stronghold, em Millennium City. Quando Tom defende seu lar e família, ele se vê as voltas com um plano sinistro. Num conto da série Untold Tale of Tom Strong é revelado que Weiss e Strong se encontraram pela primeira vez em Berlim, em 1945. Essa é a primeira de quatro partes.
Tom Strong #5 - Memories of Pangaea ou Pangea na aurora do Tempo, Escape from Eden! (13 de outubro de 1999) 

escrita por Alan Moore 
 arte de Chris Sprouse e Jerry Ordway (conto) e Alan Gordon  
 cores: Tad Ehrlich 

Tendo sido enviado de volta no tempo até uma Terra primitiva, Tom Strong deve se defender do Pangeano, habitante de Pangea, o continente único. É mostrada a primeira expedição de Tom e sua esposa Dhalua, àquela Terra, realizada na década de 1950. Esses desenhos lembram uma história da EC Comics daquela época.
Tom Strong #6 - Dead Man's Hand, The Big Heat? (29 de dezembro de 1999) 

escrita por Alan Moore 
 arte de Chris Sprouse e Dave Gibbons (conto) e Alan Gordon  
 cores: 'Mike Garcia 

Pego numa armadilha de Paul Saveen, Tom deve escapar. Mas mesmo sendo bem-sucedido, Ingrid Weiss ainda tem uma última cartada a fazer. É mostrado o primeiro encontro de Tom Strong e seu arqui-inimigo Paul Saveen, na década de 1920.
Tom Strong #7 - Sons and Heirs, Showdown in the Shimmering City (1 de março de 2000)
escrita por Alan Moore 
 arte de Chris Sprouse e Gary Frank (conto),  Alan Gordon  e Cam Smith 
 cores: Mike Garcia 

Abalado emocionalmente após o rapto de Paul Saveen e Ingrid Weiss, Tom Strong deve se recompor para chocantes novidades. É mostrado o Tom Strong futurista de 2050. A conclusão foi dividida em quatro partes.

## Revistas 8-14
(Coletadas como Tom Strong: Book Two.)
Tom Strong #8 - Riders of the Lost Mesa; The Old Skool!; Sparks (17 de maio de 2000) 

escrita por Alan Moore 
 arte de Chris Sprouse e Alan Weiss e  Alan Gordon 
 cores: Wildstorm FX, Mike Garcia 

Riders of the Lost Mesa - Uma cidade de garimpeiros do Arizona que desaparecera em 1849, reaparece subitamente, 150 anos depois. Tom Strong e Rei Salomão investigam o caso.
The Old Skool! - Durante uma excursão escolar, Timmy Turbo e outros membros do The Strongmen of America são sugados para outra dimensão na qual robos aplicam métodos de educação em massa.
Sparks - Tesla Strong investiga uma inesperada erupção vulcânica em San Mageo e ouve os nativos falando em "chamas malignas" e "salamandras". (Primeira aparição de Val Var Garm.)
Tom Strong #9 - Terror Temple of Tayasal; Volcano Dreams; Flip Attitude! (19 de julho de 2000)
escrita por Alan Moore 
 arte de Chris Sprouse e Paul Chadwick e Alan Gordon 
 cores: Matt Hollingsworth 

Terror Temple of Tayasal - No caminho de volta para se encontrar com sua esposa e o sogro em Attabar Teru, Tom Strong para para investigar um intrigante achado arqueológico descoberto nas ruinas de uma cidade Maia.
Volcano Dreams - Mais tarde, Tom Strong chega a Attabar Teru com Dhalua e o sogro. Dhalua fala de um rito de passagem das mulheres Omotu em Attabar Teru.
Flip Attitude! - Tesla Strong encontra Kid Tilt, filha do cientista-vilão Rei Tilt que Tom Strong levara para a prisão.
Tom Strong #10 - Tom Strong and his Phantom Autogyro; Funnyland!; Too Many Teslas? (20 de setembro de 2000)
escrita por Alan Moore 
 arte de Chris Sprouse e Gary Gianni e Alan Gordon 
 cores: Matt Hollingsworth 

Tom Strong and his Phantom Autogyro - Em 1925, Tom realiza uma jornada até a terra dos mortos usando a última invenção de Foster Parallax e aprende um pouco sobre seu nascimento.
Funnyland! - Inspirado por uma visita a dimensão paralela dos guerreiros Astecas, Tom constroi e usa uma plataforma capaz de levá-lo a viajar por dimensões. Sua primeira parada é no mundo de "animais falantes" de Warren Strong.
Too Many Teslas? - Apressada em usar a nova invenção de seu pai, Tesla vai até o laboratório e usa a plataforma das dimensões. Infelizmente, parece que todas as Teslas das outras dimensões tiveram a mesma ideia e naquele mesmo instante. É a primeira aventura de muitas Terras alternativas que serão mostradas em The Many Worlds of Tesla Strong.
Tom Strong #11 - Strange Reunion (20 de dezembro de 2000)

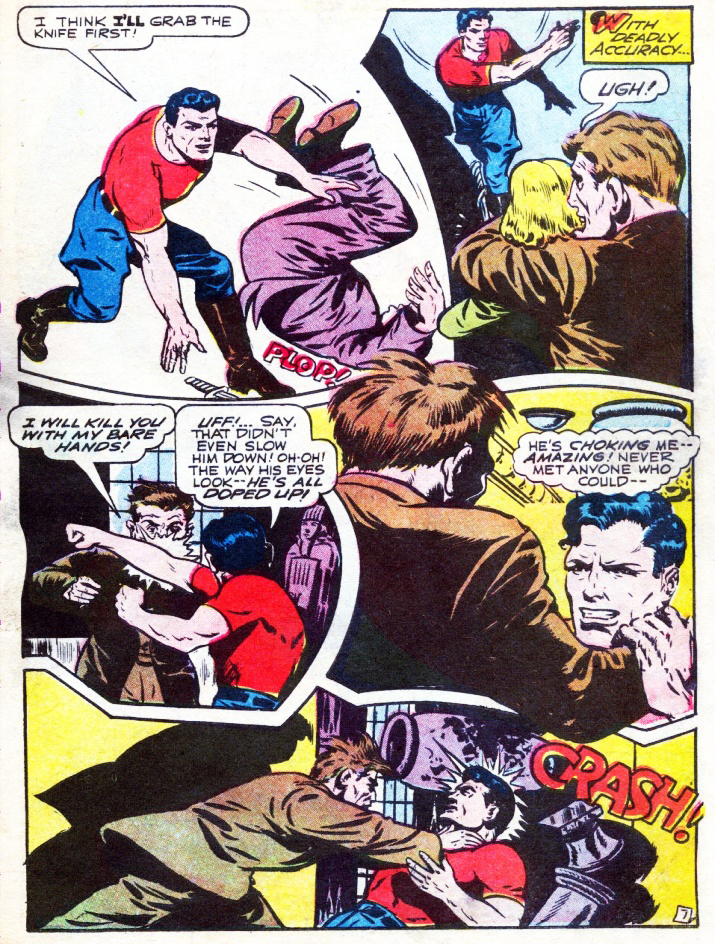
Tom "Doc" Strange

escrita por Alan Moore 
 arte de Chris Sprouse e Alan Gordon 
 cores: Matt Hollingsworth e David Baron 

Tom faz uma visita-surpresa a sua versão Tom "Doc" Strange, da "Terra Obscura", uma versão alternativa da Terra situado no outro lado da Via Lactea a qual ele visitara em 1969. É a primeira aparição da Terra Obscura, que voltaria nas séries derivadas.
Tom Strong #12 - Terror on Terra Obscura! (18 de abril de 2001)
escrita por Alan Moore 
 arte de Chris Sprouse e Alan Gordon 
 cores: Matt Hollingsworth 

Parte dois: Tom Strong e Doc Strange voltam a Terra Obscura juntos após a batalha contra as forças do mal que ameaçavam o planeta, libertando muitos dos heróis-cientistas que tinham sido aprisionados 30 anos atrás.
Tom Strong #13 - The Tower at Time's End! (16 de maio de 2001)
escrita por Alan Moore 
 arte de Chris Sprouse, Kyle Baker, Russ Heath, Pete Poplaski e Alan Gordon 
 cores: Matt Hollingsworth 

Os misteriosos Consertadores do Tempo do Fim dos Tempos são forçados a partirem o Rubi da Eternidade em três partes e enviar cada uma dessas através do tempo, as quais ficam sob os cuidados de três diferentes versões de Tom Strong, na esperança de impedirem que Paul Saveen as use para dominar a História.
Tom Strong #14 - Space Family Strong; The Land Of Heart's Desire!; Baubles Of The Brain Bazaar! (8 de agosto de 2001)
escrita por Alan Moore 
 arte de Chris Sprouse e Hilary Barta e Alan Gordon 
 cores: Matt Hollingsworth 

Space Family Strong - A família Tom Strong vai ao Espaço nas férias de 1954 e tudo dá errado. Esse é um episódio cômico, estrelado por uma caricatura de Tom Strong.
The Land of Heart's Desire - Durante as férias de 1955 da família Strong, Tom e Dhalua são atraídos a um misterioso e perigoso planeta.
Baubles Of The Brain Bazaar! - Quando a família Strong tenta voltar para casa após as férias eles vão parar 40 000 000 anos no futuro e lutam ao lado de Johnny Future contra um maligno escravizador de almas. É a primeira aventura de Johnny Future, o tio da garota Jonni Future que depois reaparece no futuro. A revista foi a inspiração para quatro séries derivadas: Tom Strong's Terrific Tales, uma versão cômica dos "contos", uma história do jovem Tom Strong e uma aventura no universo de Jonni Future.

## Revistas 15-19
(Compiladas como Tom Strong: Book Three.)
Tom Strong #15 - Ring Of Fire! ou Toque de Incêndio (4 de janeiro de 2002)
escrita por Alan Moore 
 arte de Chris Sprouse e Karl Story 
 cores: Matt Hollingsworth 

Tesla Strong é raptada por um misterioso "fogo do mal" visto em Tom Strong #8 (aventura "Sparks") e seus pais tentantam salvá-la.
Tom Strong #16 - Some Call Him The Space Cowboy ou Alguns o chamam de cowboy do Espaço (27 de fevereiro de 2002)
escrita por Alan Moore 
 arte de Chris Sprouse e Karl Story 
 cores: Alex Sinclair 

Primeira parte: Enquanto Tom Strong encontra o novo namorado de sua filha, um misterioso estranho de três olhos chega a Millennium City trazendo um aviso para ele.
Tom Strong #17 - Ant Fugue! ou Fuga das formigas! (3 de julho de 2002)
escrita por Alan Moore 
 arte de Chris Sprouse e Karl Story 
 cores: Alex Sinclair 

Segunda parte: Tom Strong e os Weird Rider preparam uma equipe para impedir a invasão da Terra.
Tom Strong #18 - The Last Roundup ou O último round (30 de outubro de 2002)
escrita por Alan Moore 
 arte de Chris Sprouse e Karl Story  
 cores: Dave Stewart 

Terceira parte: Tom Strong e seus companheiros defendem a Terra de uma ameaça alienígena.
Tom Strong #19 - Electric Ladyland! ou A eletrizante Terra das Mulheres ; Bad To The Bone ou Mau para os ossos ; The Hero-Hoard Of Horatio Hogg! ou O estoque de heróis de Horatio Hogg (19 de fevereiro de 2003)
escrita por Alan Moore e Leah Moore 
 arte de Chris Sprouse, Howard Chaykin, Shawn McManus, Karl Story, Howard Chaykin e Steve Mitchell  
 cores: Dave Stewart 

Electric Ladyland! - Dhalua é raptada por uma sociedade secreta de mulheres.
Bad To The Bone - Os detalhes da morte de Paul Saveen são revelados.
The Hero-Hoard Of Horatio Hogg! - Tom e Tesla são aprisionados dentro de uma revista em quadrinhos do colecionador louco Horatio Hogg.

## Revistas 20-25
(Compiladas em Tom Strong: Book Four.)
Tom Strong #20 - How Tom Stone Got Started: Chapter One (23 de abril de 2003)
escrita por Alan Moore 
 arte de Jerry Ordway e Karl Story 
 cores: Dave Stewart 

Primeira parte: Stronghold é invadida por uma misteriosa mulher que declara ser uma versão de Susan Strong (a mãe de Tom), de uma linha de tempo alternativa. Na realidade da mulher, ela teve um filho com o marujo Tomas e não com o pai de Tom Strong dessa realidade, Sinclair Strong.
Tom Strong #21 - How Tom Stone Got Started: Chapter Two - Strongmen In Silvertime (20 de agosto de 2003)
escrita por Alan Moore 
 arte de Jerry Ordway, Trevor Scott, Karl Story e Richard Friend 
 cores: Wildstorm FX 

Segunda parte:Em sua realidade, Tom Stone reabilita vilões com os quais Tom Strong apenas lutara.
Tom Strong #22 - How Tom Stone Got Started: Chapter Three - Crisis In Infinite Hearts (8 de outubro de 2003)
escrita por Alan Moore 
 arte de Jerry Ordway, Sandra Hope e Richard Friend  
 cores: Dave Stewart 

Terceira Parte: O trágico colapso da vida de Tom Stone é revelado e Tom Strong ajuda Susan Stone a tomar uma terrivel decisão.
Tom Strong #23 - Moonday (12 de novembro de 2003)
escrita por Peter Hogan 
 arte de Chris Sprouse, Karl Story e John Dell  
 cores: Dave Stewart 

Svetlana X e Tom Strong viajam à Lua para salvarem o parceiro desaparecido de Svetlana, Dimi.
Tom Strong #24 - Snow Queen (2 de janeiro de 2004)
escrita por Peter Hogan 
 arte de Chris Sprouse, Karl Story e John Dell  
 cores: Dave Stewart 

Tom descobre que seu primeiro amor, Greta Gabriel, acreditava ter assassinado o vilão Dr. Permafrost, que ainda vive com a aparência transformada.
Tom Strong #25 - Tom Strong's Pal, Wally Willoughby (25 de fevereiro de 2004)
escrita por Geoff Johns 
 arte de John Paul Leon  
 cores: Dave Stewart 

Tom tenta entrar num acordo com Wally Willoughby, um fã maníaco com poderes de alterar a realidade.

## Revistas 26-30
(Compiladas como Tom Strong: Book Five.)
Tom Strong #26 - The Day Tom Strong Renegotiated the Friendly Skies (5 de maio de 2004)
escrita por Mark Schultz 
 arte de Pasqual Ferry  
 cores: Wendy Fouts e Carrie Strachan 

Quando todos os aparelhos mais-pesados-que-o-ar da Terra misteriosamente param de funcionar, Tom segue os passos de seu pai para resolver o problema.
Tom Strong #27 - Jenny Panic and the Bible of Dreams (8 de julho de 2004)
escrita por Steve Aylett 
 arte de Shawn McManus  
 cores: Wildstorm FX 

Tom tenta impedir a continuidade da trilha de mortes causadas por uma jovem mulher que invade os sonhos de seus alvos no mundo real.
Tom Strong #28 - A Fire In His Belly (22 de setembro de 2004)
escrita por Brian K. Vaughan 
 arte de  Peter Snejberg  
 cores: Wildstorm FX 

Tristes acontecimentos fazem Pneuman tomar uma chocante decisão.
Tom Strong #29 - The Terrible True Life of Tom Strong, Part 1 (13 de outubro de 2004)
escrita por Ed Brubaker 
 arte de Duncan Fegredo 
 cores: Carrie Strachan 

Tom Strong luta contra o cientista louco Eldon Moravia por causa de um antigo artefato mágico.
Tom Strong #30 - The Terrible True Life of Tom Strong, Part 2 (29 de dezembro de 2004)
escrita por Ed Brubaker 
 arte de Duncan Fegredo 
 cores: Michelle Madsen 

Aprisionado num universo sinistro e "durão", Tom encontra-se com ele mesmo descobrindo coisas horríveis sobre o seu passado. Essa revista pode ser vista como uma paródia de elementos do famoso herói de quadrinhos meta-fictício de Moore chamado Miracleman.

## Revistas 31-36
(Compilados como Tom Strong: Book Six.)
Tom Strong #31 - The Black Blade of the Barbary Coast, Part 1 (16 de fevereiro de 2005)
escrita por Michael Moorcock 
 arte de Jerry Ordway 
 cores: Michelle Madsen 

O investigador temporal Sir Seaton Begg convence Tom a viajar até uma Terra alternativa que vive numa Era de Ouro da Pirataria, para deter o albino Capitão Zodiac.
Tom Strong #32 - The Black Blade of the Barbary Coast, Part 2 (13 de abril de 2005)
escrita por Michael Moorcock 
 arte de Jerry Ordway 
 cores: Michelle Madsen 

Tom contra Zodiac em torno da misteriosa Black Blade, enquanto Salomão encontra alguns parentes distantes.
Tom Strong #33 - The Journey Within (8 de junho de 2005)
escrita por Joe Casey 
 arte de Ben Oliver 
 cores: 'Joe Mettler 

O aumento do comportamento bizarro de Pneuman força Tom e Salomão a agirem.
Tom Strong #34 - The Spires of Samakhara (31 de agosto de 2005)
escrita por Steve Moore 
 arte de Paul Gulacy e Jimmy Palmiotti 
 cores: Michelle Madsen 

Tom investiga uma anomalia na China e encontra lugares e personagens de uma história de fantasia que gostava quando criança.
Tom Strong #35 - Cold Calling (2 de novembro de 2005)
escrita por Peter Hogan 
 arte de Chris Sprouse e Karl Story 

Segunda parte de "Snow Queen". Tom fica chocado com a descoberta de que Greta é aparentemente cúmplice criminosa do novo Dr. Permafrost.
Tom Strong #36 - Tom Strong at the End of the World (8 de março de 2006)
escrita por Alan Moore 
 arte de Chris Sprouse e Karl Story 
 cores José Villarrubia 

Nessa última revista há um cruzamento com o final de Promethea - e o apocalipse é visto da perspectiva de Tom. Como convidados especiais os personagens de todas as séries da ABC, inclusive Top 10, Tomorrow Stories, Terra Obscura e Tom Strong's Terrific Tales.

## Minissérie
Em 2010, Peter Hogan e Chris Sprouse produziram uma minisérie de seis edições Tom Strong and the Robots of Doom, seguida pela história de seis edições Tom Strong and the Planet of Peril  em 2013.